# Hechildis
Hechildis war eine Äbtissin im Kloster Liesborn. 

## Leben und Quellenlage
Über diese Äbtissin ist außer der Memorie, welche auf den 7. April fällt, nichts bekannt. Sie wird nur im Liesborner Nekrolog erwähnt.